# Augusta Vilemína Marie Hesensko-Darmstadtská
Augusta Vilemína Marie Hesensko-Darmstadtská (14. dubna 1765, Darmstadt – 30. března 1796, Rohrbach) byla hesensko-damstadtská princezna a provdaná falcko-zweibrückenská vévodkyně.

## Původ a život
Augusta se narodila v Darmstadtu princezně Luise Leiningenské a jejímu manželovi, hesensko-darmstadtskému princi Jiřímu Vilémovi. Měla sedm starších sourozenců: Ludvíka (1749–1823), Bedřišku Karolínu (1752–1782), Karla Jiřího (1754–1830), Šarlotu Vilemínu (1755–1785), Karla (1757–1795), Bedřicha (1759–1808) a Luisu (1761–1829).
30. září 1785 se v Darmstadtu provdala za falckraběte a pozdějšího bavorského kurfiřta a krále Maxmiliána. Zemřela na tuberkulózu.

## Děti
- Ludvík Karel August (25. srpna 1786 – 29. února 1868), bavorský král v letech 1825–1848, ⚭ 1810 Tereza Saská (8. července 1792 – 26. října 1854)
- Augusta Amálie Ludovika (21. června 1788 – 13. května 1851), ⚭ 1806 Evžen de Beauharnais (3. září 1781 – 21. února 1824), italský vicekrál, první vévoda z Leuchtenburgu, kníže z Eichstättu
- Amálie Marie Augusta (9. října 1790 – 24. ledna 1794)
- Šarlota Augusta Karolína (8. února 1792 – 9. února 1873),
⚭ 1808 Vilém I. Württemberský (27. září 1781 – 25. června 1864), rozvedli se v roce 1814
⚭ 1816 František I. Rakouský (12. února 1768 – 2. března 1835), v letech 1792–1835 král uherský, chorvatský a český a markrabě moravský, v letech 1804–1835 císař rakouský, od roku 1815 král lombardsko-benátský a v letech 1792–1806 poslední císař Svaté říše římské

- Karel Teodor Maxmilián August (7. července 1795 – 16. srpna 1875),
⚭ 1823 Marie Anna Sophie de Pétin (27. července 1796 – 22. února 1838)
⚭ 1859 Henriette Schöller (27. prosince 1815 – 20. dubna 1866)

## Vývod z předků
| Falcko-zweibrückenská vévodkyně | Falcko-zweibrückenská vévodkyně                        | Falcko-zweibrückenská vévodkyně |
| ------------------------------- | ------------------------------------------------------ | ------------------------------- |
| Předchůdce: Marie Amálie Saská  | 1795–1796 Augusta Vilemína Marie Hesensko-Darmstadtská | Nástupce: francouzská okupace   |